# Oh My God
"Oh My God" je debitantski singl britanskog rock sastava Kaiser Chiefs s njihova debitantskog albuma Employment. 

## O pjesmi
Kada je originalno izdana dosegla je samo 66. mjesto na britanskoj listi singlova. "Oh My God" je reizdan 21. veljače 2005. te je dosegao broj 6 u Britaniji i postao njihov prvi top hit 10 tamo,te je dvije godine bila njihova najuspješnija pjesma sve dokle ju nije pretekla "Ruby" koja je dospjela na broj 1. Pjesma je također soundtrack za videoigru Driver: Parallel Lines.

## Popis pjesama

### Originalno izdanje
1. "Oh My God"
2. "Born to Be a Dancer"
3. "Caroline, Yes"

### Reizdanje

#### 7" singl
1. "Oh My God"
2. "The Brightest star"

#### CD
1. "Oh My God"
2. "Think About you (And I Like It)"

#### Meksički CD
1. "Oh My God"
2. "Hard Times Send Me"
3. "Sketch Demonstration of: Born to Be a landscaper" (Demo)
4. "Oh My God" (Video)

## Obrada Marka Ronsona ft. Lily Allen
Lily Allen je 2006. snimila obradu pjesme "Oh My God", te ju objavila na svojoj Myspace stranici, 2007. je snimila duet s Markom Ronsonom, a pjesma se našla na njegovom albumu Version. Pjesma je objavljena kao glavni singl albuma u Brazilu zbog velikog Lilynog uspjeha u toj državi. Pjesma se pokazala kao veliki hit te je dospjela u top 10 u Ujedinjenom Kraljevstvu.

### Videospot
Videospot je snimljen pod redateljskom palicom Alan Fergersona. U videu se pojavljuje animirana Lily kako izvodi pjesmu u Ink and Paint Klubu, a svi ostali su neanimirani. Pjevač Daniel Merriweather koji se pojavljuje kao gostujući pjevač u Markovoj pjesmi "Stop Me" također se pojavljuje u videu.

### Popis pjesama

#### CD izdanje
1. "Oh My God" (feat. Lily Allen)
2. "Oh My God" (feat. Lily Allen & Busta Rhymes) (The Super Busdown Remix)
3. "Oh My God" (instrumentalno)
4. "Pistol of Fire"

#### 10" singl
1. "Oh My God" (feat. Lily Allen)
2. "Oh My God" (feat. Lily Allen & Busta Rhymes) (The Super Busdown Remix)

### Remiksevi
1. "Oh My God" (feat. Lily Allen) (Chris Lake Mix)
2. "Oh My God" (feat. Lily Allen) (Chris Lake Dub)
3. "Oh My God" (feat. Lily Allen) (Emperor Machine Ext Vocal Mix)
4. "Oh My God" (feat. Lily Allen) (Emperor Machine Alt Vocal Mix)
5. "Oh My God" (feat. Lily Allen) (Emperor Machine Short Mix)
6. "Oh My God" (feat. Lily Allen) (Emperor Machine Dub)
7. "Oh My God" (feat. Lily Allen) (Kashmeer Bros Dub)

#### Top liste
| Top liste (2009.)      | Najviša pozicija |
| ---------------------- | ---------------- |
| Irska                  | 21               |
| Ujedinjeno Kraljevstvo | 8                |

## Izovri
1. ↑  http://acharts.us/song/1965
2. ↑  http://acharts.us/song/11990
3. ↑  http://artists.letssingit.com/mark-ronson-album-version-gq29kr
4. ↑  Arhivirana kopija. Inačica izvorne stranice arhivirana 20. kolovoza 2008. Pristupljeno 13. srpnja 2009. journal zahtijeva |journal= (pomoć)CS1 održavanje: arhivirana kopija u naslovu (link)
5. ↑  http://www.juno.co.uk/ppps/products/275083-02.html%5Bneaktivna+poveznica%5D
6. ↑  http://www.juno.co.uk/ppps/products/275083-01.htm
7. 1 2  Uspjeh singla na top listama (engl.)